# Bis(3,4-epoxycyclohexylmethyl)adipat
Bis(3,4- epoxycyclohexylmethyl)adipat ist eine chemische Verbindung aus der Gruppe der Adipinsäureester. Die Verbindung wird neben anderen cycloaliphatischen Epoxidharzen wie 3,4-Epoxycyclohexylmethyl-3′,4′-epoxycyclohexancarboxylat durch kationische Polymerisation zu unlöslichen Duroplasten umgesetzt.

## Anwendung
Bis(3,4- epoxycyclohexylmethyl)adipat ist neben 2-Cyanacrylsäureethylester die zweite Komponente des Klebers Loctite 4090.